# 梦幻之星系列
梦幻之星是日本世嘉公司推出的著名日式电子角色扮演游戏系列。系列中的代表作是《梦幻之星IV 千年纪的终结》和《夢幻之星網路版》。
本系列前四作都设定为Algol行星系统，且为单人RPG。

## 發售年表

### 四部曲
- 1987年，梦幻之星
- 1989年，夢幻之星II 不歸的終點
- 1990年，梦幻之星III 时之继承者
- 1993年，梦幻之星IV 千年纪的终结

### 網路版
- 2000年，夢幻之星網路版，Dreamcast、Microsoft Windows平台
- 夢幻之星網路版1＆2，Xbox、任天堂GameCube平台
- 2003年，夢幻之星網路版 第三章 卡片革命，任天堂GameCube平台
- 2004年，夢幻之星網路版 Blue Burst，Microsoft Windows平台
- 2008年12月25日，夢幻之星ZERO, 任天堂DS平台

### 網路版2
- 2012年6月11日，夢幻之星網路版2，Microsoft Windows平台
- 2014年11月27日，夢幻之星：Nova，PlayStation Vita平台
- 2018年11月27日，夢幻之星：伊多拉傳說，Android、iOS平台
- 2021年6月9日，夢幻之星網路版2:新起源，Microsoft Windows平台

### 新宇宙
- 2006年，夢幻之星 新宇宙，PlayStation 2、Microsoft Windows、Xbox 360平台
- 2007年，夢幻之星 新宇宙 伊爾米那斯的野心，PlayStation 2、Microsoft Windows、Xbox 360平台
- 2007年，夢幻之星 新宇宙 阿克蓋爾特的幻影，網絡漫畫
- 2008年7月31日，夢幻之星攜帶版，PlayStation Portable平台
- 2009年12月3日，夢幻之星攜帶版2，PlayStation Portable平台
- 2011年2月24日，夢幻之星攜帶版2無限，PlayStation Portable平台

## 制作
最初的《梦幻之星》是于1987年12月在世嘉Master System发行。游戏是最早引入电池存储游戏记录的游戏之一。